# Muerte de Eddie Irizarry
El Muerte de Eddie Irizarry ocurrió el 14 de agosto de 2023, cuando el oficial de policía de Filadelfia, Mark Dial, cuando Eddie José Irizarry,  recibió un disparo del oficial de policía de Filadelfia Mark Dial mientras estaba en su vehículo.
Posteriormente, el 14 de agosto, la policía de Filadelfia dijo a los medios que el incidente comenzó cuando los agentes detuvieron un automóvil que "conducía erráticamente", luego, cuando "los oficiales se acercaron" al automóvil, Irizarry "salió" del auto "con un cuchillo". el cual los "oficiales le dieron múltiples órdenes para que lo tirara", pero Irizarry "se abalanzó sobre los oficiales", lo que provocó el tiroteo.  El 15 de agosto, la policía de Filadelfia cambió su historia, afirmando que Irizarry estaba en realidad en el auto cuando le dispararon.  La comisionada de policía de Filadelfia, Danielle Outlaw, declaró que las imágenes de las cámaras corporales de los agentes "dejaron muy claro que lo que informamos inicialmente no fue en realidad lo que sucedió.
El 8 de septiembre de 2023, Mark Dial, quien disparó los tiros fatales, fue acusado de asesinato en primer grado, homicidio voluntario, agresión agravada, agresión simple, poner en peligro imprudentemente a otra persona y opresión oficial. Las imágenes de la cámara corporal del incidente, publicadas el 8 de septiembre, mostraron a Irizarry recibiendo disparos en su automóvil, con Dial disparando seis disparos, algunos a través de la ventana del lado del conductor enrollada del automóvil de Irizarry, alrededor de cinco a siete segundos después. Dial se apeó de un coche de policía con el arma en la mano y gritando "¡Te dispararé!". Las imágenes también mostraron que antes del tiroteo, Irizarry sostenía un cuchillo en su pierna derecha, mientras estaba en su auto. El abogado de Dial ha dicho que Dial disparó porque pensó que Irizarry le estaba apuntando con un arma, mientras que CNN informó que "los videos de la cámara corporal del tiroteo no parecen mostrar a Irizarry con un arma".
Si es declarado culpable del asesinato de Eddie Irizarry, Mark Dial enfrenta cadena perpetua sin posibilidad de libertad condicional.